# Пежхне
Пежхне (пол. Pierzchne) — село в Польщі, у гміні Падев-Народова Мелецького повіту Підкарпатського воєводства.
Населення — 120 осіб (2011).
У 1975-1998 роках село належало до Тарнобжезького воєводства.

## Демографія
Демографічна структура станом на 31 березня 2011 року:
|          | Загалом | Допрацездатний вік | Працездатний вік | Постпрацездатний вік |
| -------- | ------- | ------------------ | ---------------- | -------------------- |
| Чоловіки | 56      | 10                 | 40               | 6                    |
| Жінки    | 64      | 19                 | 29               | 16                   |
| Разом    | 120     | 29                 | 69               | 22                   |